# Péril fécal

Représentation des modes de contamination par des maladies d'origine fécale. Les lignes bleus représentent les moyens de protection (toilettes, eau propre, hygiène & lavage des mains).

Le péril fécal désigne le danger que représente les fèces et excreta d'origine humaine et désigne indirectement l'ensemble des maladies liées à ces excréments.
Le mot « péril » indique un danger ou une situation dans laquelle se trouve quelqu'un ou quelque chose dont l'existence même est menacée, et le terme « fécal » indique que ce danger menaçant est relatif aux fèces, aux excréments humains.

## Épidémiologie
Les maladies liées au péril fécal constituent l'une des principales causes de morbidité et de mortalité dans les pays en développement.
Les zones tropicales sont le site privilégié des nombreuses affections regroupées sous le nom de péril fécal. Les diarrhées qui en découlent sont responsables de 5 % des causes de morbidité dans le monde et de 18 % des cas de mortalité des enfants de moins de 5 ans.
On désigne également ces maladies comme les « maladies des mains sales ».
Le péril fécal est favorisé par l'extrême pauvreté, et atteint un milliard de personnes. Cette situation est entretenue par une urbanisation anarchique, sans accès à l'eau potable, et une désorganisation sociale.
L'importance du péril fécal est illustrée par une étude réalisée au Gabon, qui a trouvé des parasites chez 99 % des enfants, dont 88 % étaient infectés par plusieurs espèces de parasites.

## Contamination
La contamination se fait en général par ingestion de matières fécales qui elles-mêmes contiennent des microbes responsables de maladies. La transmission des maladies se fait par voie digestive, directement par les mains sales ou indirectement par l'eau ou les aliments souillés de matières fécales.
La contamination s'effectue par l'alimentation (eau, crudités) qui contient les formes infectantes des bactéries, (salmonelles, vibrions), virus (rotavirus, norovirus) et parasites (œufs d'helminthes, kystes de protozoaires) ou par pénétration transcutanée des larves situées dans l'eau (bilharzioses) ou sur le sol (anguillules, ankylostomes).
La contamination se fait donc le plus souvent par voie orale : on parle de transmission oro-fécale.
Dans la majorité des cas le cycle de transmission des maladies liées au péril fécal est lié à l’existence de porteurs de la maladie qui peuvent être symptomatiques (présentant des symptômes) ou asymptomatiques (porteurs sains), mais contaminant dans les deux cas.
Le sujet réceptif mange des aliments contaminés, mais peut aussi boire de l'eau contaminée ou bien avoir touché des éléments contaminés, avoir les « mains sales ». Finalement il finit par ingérer quelques particules contenant les microbes responsables. Il devient alors à son tour porteur de ces agents qui se reproduisent dans son corps, et à son tour il va éliminer des matières fécales contenant les microbes qui vont, en absence de mesures d’hygiène et d'une régulation correcte des fèces aller contaminer l'environnement humain, le sol, l'eau, les aliments.
Cycle : matières fécales infestées → mains, sol, eau, mouches → transmettent aux aliments → qui transmettent à un sujet.

## Principales maladies liées au péril fécal
Parmi les principales maladies liées au péril fécal, on retrouve les maladies véhiculées par des virus :
- de l'Hépatite A ;
- de la Poliomyélite ;
- du Rotavirus ;
- et de l'agent de Norwalk,

ou les bactéries, :
- de la Salmonellose ;
- du Choléra ;
- les Shigella ;
- les Escherichia coli pathogènes (EHEC, EPEC, EIEC, ETEC) ;
- et Yersinia enterocolitica.

On trouve également certains champignons comme le genre Enterocytozoon.
Parmi les principaux parasites transmis on compte, :
- Ancylostoma duodenale ;
- Ascaris lumbricoides ;
- Cyclospora cayetanensis ;
- Echinococcus multilocularis ;
- Entamoeba histolytica ;
- Enterobius vermicularis ;
- Fasciola hepatica ;
- Giardia duodenalis ;
- Isospora belli ;
- Necator americanus ;
- Représentants du genre Schistosoma ;
- Strongyloides stercoralis ;
- Taenia saginata et Taenia solium ;
- Toxoplasma gondii ;
- Trichuris trichiurari.

## Durée de vie des agents pathogènes dans le milieu extérieur
- Choléra : 15 jours dans l'eau à 20 °C ;
- Poliovirus : 200 jours à l'ombre ;
- Amibes : de 15 jours à 20 ans selon les espèces[6],[7] ;
- Ascaris : 2 à 3 ans en milieu obscur et humide ;
- Salmonella : 4 mois dans le lait[8], ou plusieurs mois en milieu humide[9]

## Prophylaxie
Les règles d’hygiène en vigueur dans les pays développés représentent une garantie majeure de sécurité vis-à-vis des protistes. En revanche, dans les pays en développement, des mesures prophylactiques complémentaires doivent être mises en place pour lutter contre “le péril fécal”.
La meilleure prophylaxie est fondée sur le strict respect de l'hygiène personnelle, alimentaire et collective, en l'absence de produits prophylactiques véritablement efficaces.

### Hygiène collective
La lutte contre le péril fécal passe par le tout à l'égout, le bon usage des boues résiduaires, la construction de latrines pour éviter la dispersion des œufs (les embryophores des cestodes restent viables dans les boues résiduaires épandues sur les champs, ce qui explique la pérennisation du cycle).
Mais également l'éducation sanitaire dans les pays endémiques (lavage des mains, éloigner les animaux comme les porcs des fèces humaines, ne pas utiliser de fèces humaines non traitées pour fertiliser les zones agricoles).

### Dépistage et traitement de masse des individus porteurs
La lutte contre l’endémie nécessite une stratégie globale incluant le dépistage et le traitement de masse des individus porteurs qui sont à l’origine de la transmission

### L'éducation sanitaire
Dans les zones tropicales l'éducation sanitaire est fondamentale : hygiène des mains, protection de l'eau et des aliments, boire de l'eau en bouteille ou préalablement traitée, éviter le plus possible les bains en eau douce stagnante et la marche pieds nus en terrains boueux. L'enseignement de ces notions d'hygiène élémentaire doit débuter dès l'âge scolaire en insistant sur l'intérêt des latrines.
Dans certains cas existent des vaccins contre certaines affections bactériennes ou virales (typhoïde, hépatite A, Rotavirus) mais, dans la grande majorité des cas la prophylaxie de ces affections nécessite de prendre des mesures d'hygiène et de les maintenir.

### Fruits et légumes
L'élimination du péril fécal repose sur les règles d’hygiène notamment lors des contaminations des produits maraîchers.
En zone d'infestation, il est recommandé de laver soigneusement et de désinfecter les fruits et légumes avec un antiseptique comme le permanganate à usage externe avant leur utilisation, et de cuire correctement les aliments,.